# Grief
Grief was een Amerikaanse sludgemetalband uit Boston, Massachusetts, opgericht in 1991 en ontbonden in 2006, die in 2009 opnieuw werd geformeerd als Come to Grief.

## Bezetting
Oprichters
- Terry Savastano (gitaar, tot 2001)
- Jay Stiles (gitaar, zang, tot 1993)
- Pete Donovan (drums, tot 1993)
- Randy Odierno (basgitaar, drums, tot 1998)

Voormalige leden
- Tim Morse (drums, 1993)
- Steve Nelson (gitaar, 1993–2008)
- Rick Johnson (drums, 1993–1996, 2000–2001)
- Jeff Hayward (gitaar, zang, 1994–2008)
- Eric. C. Harrison (basgitaar, zang, 1998–2008)
- Chuck Conlon (drums, 1999–2000)
- John Heidenrich (zang, gitaar, 2008)
- Ray McCaffrey (drums, percussie, 2008)

## Geschiedenis
Grief werd opgericht in 1991 door de drie voormalige Disrupt-leden Randy Odierno (bas), Jay Stiles (zang) en Terry Savanstano (gitaar) en de drummer Pete Donovan. Als eerste single bracht Grief het nummer Depression uit bij zijn eigen Grievance-label, gevolgd door verschillende ep's en split-publicaties, waaronder splitsingen met Dystopia en 16. In 1993 bracht Grief de compilatie uit van haar eerdere werk onder de titel van de ep Dismal, die een jaar eerder was uitgebracht. Voor Dismal werkte Grief samen met het onafhankelijke label Common Cause. Het jaar daarop bracht Grief hun reguliere debuutalbum Come to Grief uit bij Century Media. In Decibel Magazine werd het album in 2011 besproken als een vergeten klassieker van extreme metal en, ten tijde van de recensie, populair sludge. Grief veranderde vervolgens de contractpartner in Pessimiser Records, met wie ze tot het einde van hun carrière samenwerkten. Pessimier bracht de albums Miserably Ever After, Torso en de uiteindelijke And Man Becomes the Hunted uit.
Grief veranderde in de loop der jaren verschillende keren van muzikanten, vooral de positie van de drummer stond vaak ter discussie. Geen van de oprichters was een actief bandlid tot het moment van ontbinding. In 1993 verlieten Donovan en Stiles de band en werden vervangen door Rick Johnson op drums en Steve Nelson als gitarist. Toen Johnson in 1996 de band verliet, speelde Grief met verschillende drummers. Soms trad Odierno op, die eerder bij Disrupt speelde als drummer, waarna de band Eric Harrison als bassist aannam. Na het vertrek van Odierno volgden Tim Morse van Anal Cunt en Chuck Conlon. Nadat Rick Johnson in 2000 terugkeerde om de band in 2001 opnieuw te verlaten, beëindigde Grief zijn carrière. Na deze eerste ontbinding bracht Southern Lord de Turbulent Times-compilatie uit met het zeldzame materiaal van de band. Grief heeft vier albums uitgebracht, verschillende split-publicaties, ep's en singles. Na een hereniging in 2005, die werd gevolgd door een live-album en een single, brak de band in 2009 weer uit elkaar en werd ze in 2015 opnieuw geformeerd als Come to Grief.

## Stijl
Grief wordt gewoonlijk toegeschreven aan sludge. Volgens Alex Henderson werd het langzame en krachtige gitaarspel van de band beïnvloed door Black Sabbath, Saint Vitus en Candlemass. Grief was echter chic, luidruchtig, ruw en brutaal dissonant ten opzichte van deze bands. De zang was een gekweld schreeuwend nummer dat vergelijkbaar was met dat in death metal, black metal en grindcore. De mix van grindcore-achtige zang en riffs beïnvloed door Black Sabbath maakte Grief volgens Henderson tot een van de meest interessante alternatieve metalbands van de jaren 1990. Volgens Treppel bracht Grief haar ervaringen uit het hardcore circuit van Massachusetts in haar stijl. Volgens Henderson had Grief een enorme impact op stonerrock zonder in het genre zelf te spelen.

## Discografie

### Albums
- 1994: Come to Grief (Century Media)
- 1996: Miserably Ever After (Pessimiser Records)
- 1998: Torso (Pessimiser Records)
- 2000: …and Man Will Become the Hunted (Pessimiser Records)

### Kompilaties
- 1993: Dismal (Common Cause)
- 2002: Turbulent Times (Southern Lord)

### Live
- 2006: Alive (Southern Lord)

### Split, singles, ep's
- 1992: Grief (single, Grievance Records)
- 1992: Dismal (ep, Grievance Records)
- 1993: Lifeless / Sleep (Split met Dystopia, Life Is Abuse)
- 1993: Grief / 13 (Split met 16, Grievance Records)
- 1994: Trigger Happy / Pessimiser (Split met 16, Pessimiser Records)
- 1995: Green Vegetable Matter / Soilent Green (Split met Soilent Green, Pessimiser Records)
- 1995: No Choice / Terrorism of Thought… Terrorism of Sound. (Split met Suppression, Bovine Records)
- 1995: Corrupted / Grief (Split met Corrupted, HG Fact)
- 1998: Bored / At Dawn They Sleep (Split met 16, Pessimiser Records)
- 1999: He’s No Good to Me Dead - 74 Minutes of Extreme Pain (Split met Sourvein, Bongzilla, Negative Reaction und Subsanity, Game Two Records)
- 2008: European Tour (single, Alerta Antifascista Records)